# Ray Brady
Ray Brady, all'anagrafe Thomas Raymond Brady (Dublino, 3 giugno 1937 – 15 novembre 2016) è stato un calciatore irlandese, di ruolo difensore.

## Biografia
I suoi fratelli Liam e Frank sono stati a loro volta dei calciatori professionisti, così come anche il suo prozio Frank.

## Carriera

### Club
Tra il 1955 ed il 1957 ha giocato nella prima divisione irlandese con il Transport. Successivamente si trasferisce in Inghilterra, al Millwall, in terza divisione; rimane in squadra anche dopo la retrocessione dei Lions in quarta divisione, categoria che peraltro vince nella stagione 1961-1962, trascorrendo quindi la stagione seguente nuovamente in terza divisione, per un totale di 165 presenze e 4 reti in partite di campionato con il club londinese. Tra il 1963 ed il 1966 gioca invece in terza divisione con il QPR, con cui disputa complessivamente 88 partite di campionato, senza mai segnare. Tra il 1966 ed il 1968 gioca invece con i semiprofessionisti inglesi dell'Hastings Utd. Infine, tra il 1968 ed il 1971 gioca nuovamente nella prima divisione irlandese, in cui disputa 49 partite con la maglia del St Patrick's.
In carriera ha totalizzato complessivamente 253 presenze e 4 reti nei campionati della Football League (tutti fra terza e quarta divisione).

### Nazionale
Tra il 1963 ed il 1964 ha giocato complessivamente 6 partite nella nazionale irlandese (4 in incontri di qualificazione ai campionati europei e 2 in partite amichevoli).

## Palmarès

### Club

#### Competizioni nazionali
- Campionato inglese di quarta divisione: 1

Millwall: 1961-1962